# سسنا او-۱ برد داگ
سسنا او-۱ برد داگ (به انگلیسی: Cessna O-1 Bird Dog) یک هواگرد ساختِ کارخانهٔ سسنا در کشور ایالات متحده آمریکا است . نخستین استفاده‌کنندهٔ این هواپیما نیروی زمینی ایالات متحده آمریکا بوده‌است. این هواگرد برای نخستین بار در ۱۴ دسامبر ۱۹۴۹ میلادی مورد استفاده قرار گرفت.